# 残響室

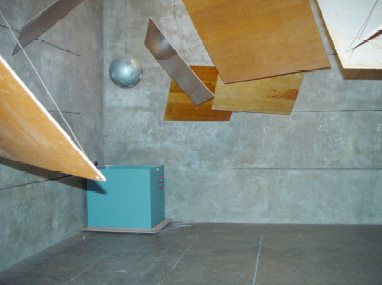
ドレスデン工科大学の残響室。

残響室（ざんきょうしつ）は、壁面などの音の吸収を抑え、長い残響が生じるように設計された音響実験室。

## 概要
残響室は、音がランダムに入射する拡散音場（英: diffuse sound field）を、残響によって作り出すよう設計された部屋である。すなわち短時間のうちに均等な音響エネルギーが与えられ、ランダムな方向から音が入射するように作られている。部屋は比較的大きい傾向にあり、その結果として音波の経路が長く、拡散した音場となり、露出した壁面の表面はコンクリートや、タイル貼りなど大変硬くできているため、壁面と空気との音響インピーダンス変化は、壁面に入射する音響エネルギーのすべてが事実上室内に跳ね返されるとみなせるほど大きい。また、室内の壁面について天井も含めて平行な面を避けることで定常波が生じないように、さらに、音響を拡散させる仕掛け（diffusers）を施すことにより反射が生じやすい壁面とすることで、あらゆる条件下で（音響の）均等な分布の音場が作り出されるよう工夫されている。
残響室はおもに、建築物の内装用素材などの吸収係数や、スピーカーの音の放射効率の計測といった音響学的実験に用いられる。また、自動車などの遮音性能を調べたり、二つの残響室を開口部でつないでそこに遮音物を設置してその遮音特性を計測することもある。
また、音響に用いられるだけでなく、電気力学でも用いられ、例えば、マイクのキャリブレーション、音源の音響出力の計測などに使われる。こうした様々な技術的試験は、音場が拡散音場であることを前提とする残響室において、通常、ホワイトノイズやピンクノイズのような広周波数帯域の音源を使って行われる。これによって、可聴周波数帯全域にわたって音響エネルギーが存在する音場が得られる。